# هیضه
هیضه بیرون راندن صفرا از راه قی و اسهال است که به‌طور ناگهانی و گاهی هم از پرخوری پیدا می شود.

## علائم بیماری
اسهال و استفراغ گاهی با بیهوشی و تشنگی زیاد و گاهی با تشنج همراه می‌شود این بیماری باید به سرعت درمان شود ولی نباید جلو اسهال و استفراغ را به یک باره بگیرند بلکه باید به طبیعت در دفع مواد زاید و فاسد کمک کنند ولی در عین حال سریعا پس از دفع تمام یا قسمتی از فساد باید کم کم جلو اسهال و استفراغ گرفته شود .

## هیضه در ادبیات فارسی
| جان از درون به فاقه و طبع از برون به برگ |  | دیو از خورش به هیضه و جمشید ناشتا |

خاقانی
| آدم از آن دانه که شد هیضه دار |  | توبه شدش گلشکر خوشگوار |

نظامی
| ز سیری مباش آن چنان شادکام |  | که از هیضه زهری درافتد به جام |

نظامی   
.

## منبع
1. ↑  http://www.loghatnaameh.com/dehkhodaworddetail-c2ff0e2d2e68424f83db284d3686b513-fa.html